# یخ مات

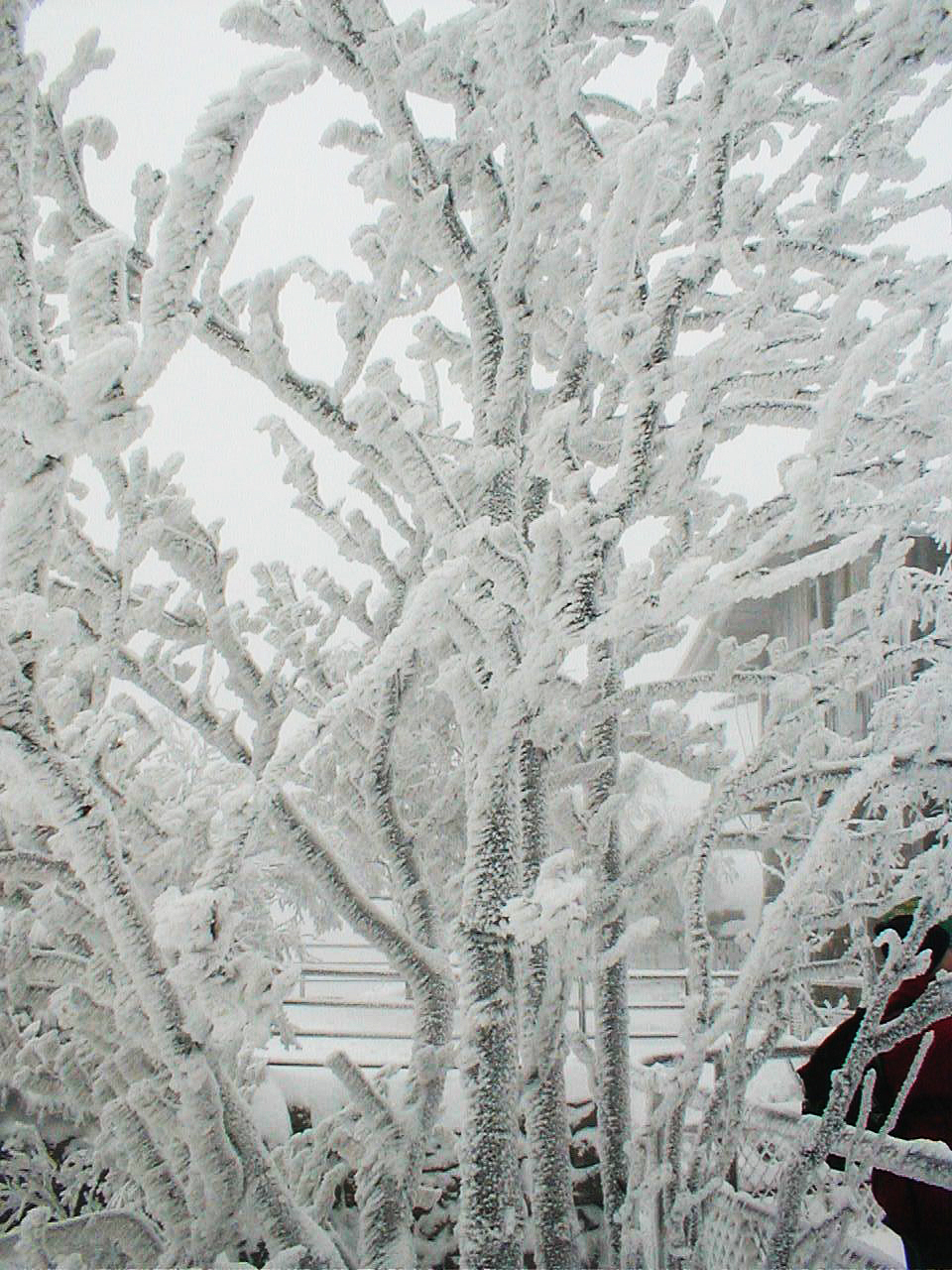
یخ مات سخت بر روی یک درخت

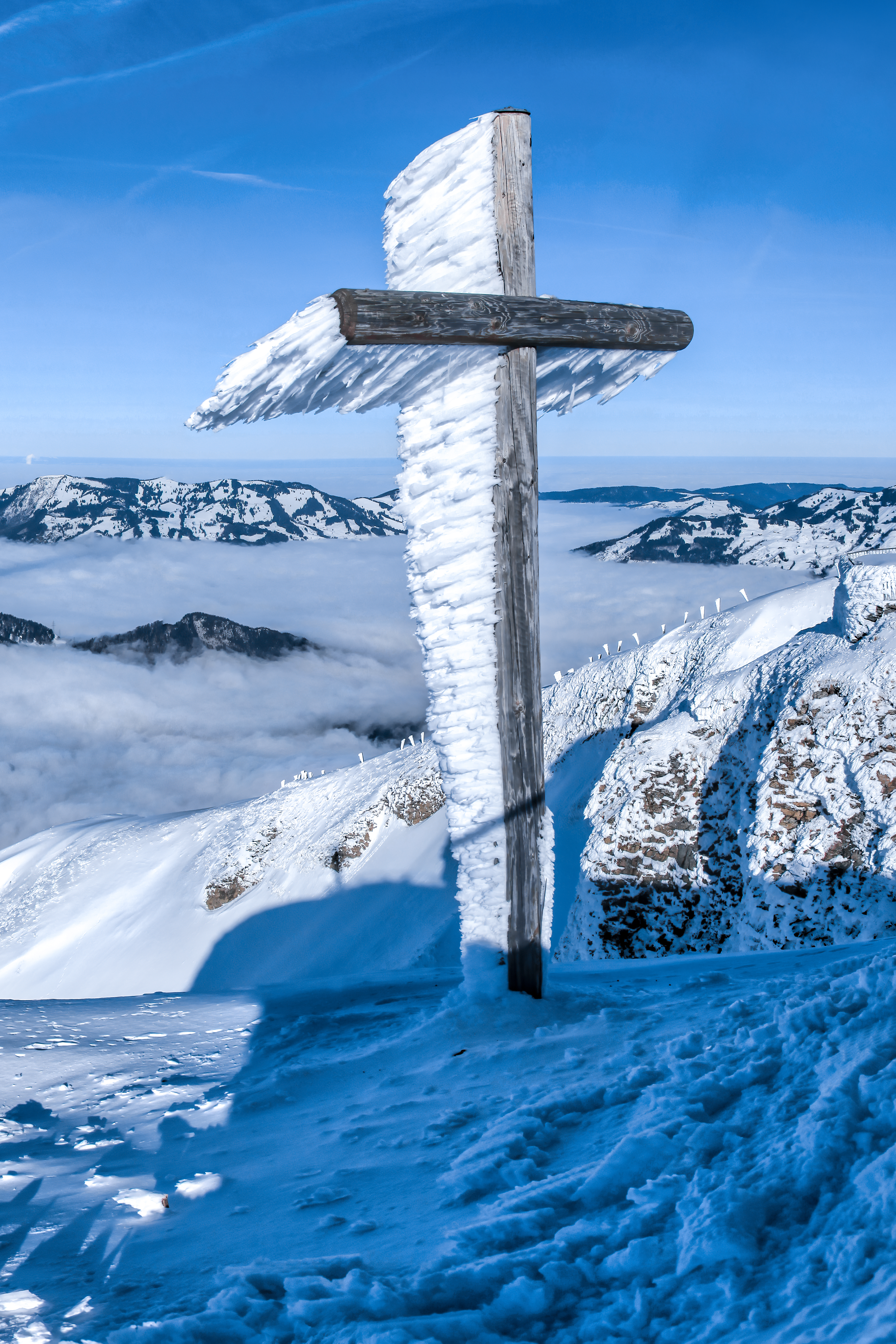
یخ‌های مات شکل‌گرفته با باد بر روی صلیب قله Fronalpstock

یخ مات یا یخ‌پوشه مات (rime) به نهشتهٔ سفید یا شیری‌رنگ و کدر یخ دانه‌ای گفته می‌شود که براثر یخ زدن فوری قطرات آب اَبَرسرد در برخورد به سطح جسم به وجود می‌آید. یخ مات یخ ناشفافی است که به‌ویژه بر روی هواگرد درحال‌پرواز در درون ابر اَبَرسرد، سردتر از ۱۰- درجه سلسیوس، تشکیل می‌شود. یخ مات وقتی شکل می‌گیرد که اشیایی با دمای زیر نقطه انجماد در داخل مه قرار گیرند. در چنین حالتی، ذرات کوچک مه یخ می‌زنند و به سطح سرد جسم می‌چسبند. یخ‌پوشه در سمت رو به باد اشیا، ضخیم‌تر است، به خصوص وقتی بر روی دکل‌ها و تیغه‌های وسایلی که در هوای سرد حرکت می‌کنند تشکیل شود. یخ‌پوشه مات همچنین بر روی قسمت‌های جلو هواپیماهایی که در داخل بعضی از انواع ابرها حرکت می‌کنند شکل می‌گیرد.